# Germond-Rouvre
 Germond-Rouvre  es una población y comuna francesa, en la región de Poitou-Charentes, departamento de Deux-Sèvres, en el distrito de Niort y cantón de Champdeniers-Saint-Denis.

## Demografía
| 757 | 684 | 654 | 832 | 918 | 880 |
| Para los censos de 1962 a 1999 la población legal corresponde a la población sin duplicidades (Fuente: INSEE [Consultar]) |     |     |     |     |     |